# Legge 20 luglio 2004, n. 189
La legge 20 luglio 2004, n. 189 è una legge ordinaria della Repubblica italiana emanata per la tutela degli animali.

## Contenuto

### Reati e pene previste
- Uccisione di animali: Chiunque, per crudeltà o senza necessità, cagiona la morte di un animale è punito con la reclusione da 4 mesi a 2 anni (la pena originaria da 3 mesi a 18 mesi è stata modificata dalla Legge 4 novembre 2010, n. 201, articolo 3).
- Maltrattamento di animali: Chiunque, per crudeltà o senza necessità, cagiona una lesione ad un animale ovvero lo sottopone a sevizie o a comportamenti o a fatiche o a lavori insopportabili per le sue caratteristiche etologiche o somministra sostanze stupefacenti o vietate ovvero li sottopone a trattamenti che procurano un danno alla salute, è punito con la reclusione da 3 mesi a 18 mesi o con la multa da 5 000 euro a 30 000 euro. La pena è aumentata della metà se dal maltrattamento deriva la morte dell'animale (la pena originaria da 3 mesi a 1 anno o la multa da 3 000 euro a 15 000 euro è stata modificata dalla Legge 4 novembre 2010, n. 201, articolo 3).
- Spettacoli: Chiunque organizza o promuove spettacoli o manifestazioni che comportino sevizie o strazio per gli animali è punito con la reclusione da 4 mesi a 2 anni e con la multa da 3 000 euro a 15 000 euro. La pena è aumentata da un terzo alla metà se i fatti sono commessi in relazione all'esercizio di scommesse clandestine o al fine di trarne profitto ovvero se ne deriva la morte dell'animale.
- Combattimenti: Chiunque promuove, organizza o dirige combattimenti o competizioni non autorizzate tra animali che possono metterne in pericolo l'integrità fisica è punito con la reclusione da 1 anno a 3 anni e con la multa da 50 000 euro a 160 000 euro. Inoltre chiunque, allevando o addestrando animali, li destina alla partecipazione ai combattimenti è punito con la reclusione da 3 mesi a 2 anni e con la multa da 5 000 euro a 30 000 euro. Infine chiunque organizza o effettua scommesse sui combattimenti e sulle competizioni è punito con la reclusione da 3 mesi a 2 anni e con la multa da 5 000 euro a 30 000 euro.
- Abbandono degli animali - Chiunque abbandona animali domestici o che abbiano acquisito abitudini della cattività o detiene animali in condizioni incompatibili con la loro natura è punito con l' arresto fino ad 1 anno o con l'ammenda da 1 000 euro a 10 000 euro.
- Pellicce: Chiunque produce, commercializza, esporta o importa qualunque prodotto derivato dalla pelle o dalla pelliccia del cane o del gatto è punito con l' arresto da 3 mesi ad 1 anno o con l'ammenda da 5 000 euro a 100 000 euro.
- Foche: Chiunque produce, commercializza, esporta o importa qualunque prodotto derivato dalla foca è punito con l' arresto da 3 mesi ad 1 anno o con l'ammenda da 5 000 euro a 100 000 euro.

### Attività di vigilanza zoofila
L'articolo 6 della legge 20 luglio 2004, n. 189, ai comma 1° e 2°  dispone:
2. La vigilanza sul rispetto della presente legge e delle altre norme relative alla protezione degli animali è affidata anche, con riguardo agli animali di affezione, nei limiti dei compiti attribuiti dai rispettivi decreti prefettizi di nomina, ai sensi degli articoli 55 e 57 del codice di procedura penale, alle guardie particolari giurate delle associazioni protezionistiche e zoofile riconosciute.»
Il D.M. del 23 marzo 2007 ha stabilito, che in via prioritaria, le attività di prevenzione dei reati di cui alla legge 189/2004 sono demandate alle forze di polizia italiane e, nell'ambito territoriale di appartenenza ed in quello funzionale dei rispettivi ordinamenti ed attribuzioni, ai corpi di polizia municipale e provinciale.
La legge, oltre che modificare l'impianto normativo e sanzionatorio afferente agli atti di maltrattamento degli animali, attribuisce alle guardie zoofile dipendenti o volontarie degli enti con finalità di Protezione Ambientale e Animale, riconosciute dal Ministero dell'Ambiente, la vigilanza zoofila.